# Christie Rampone
Christie Rampone (Christie Pearce fins al 2001) és una defensa de futbol internacional pels Estats Units, amb els que ha guanyat dos Mundials i tres Jocs Olímpics. Amb 311 partits és la segona futbolista amb més internacionalitats de la història després d'en Kristine Lilly, i la jugadora més major en jugar el Mundial, als 40 anys.

## Trajectòria
| Temporades  | Lliga             | Club                      | P   | G  | Actualitzat |
| ----------- | ----------------- | ------------------------- | --- | -- | ----------- |
| 1993 - 1996 | D1/D2             | Monmouth Hawks            |     |    |             |
| 1997        | D1                | Central Jersey Splash     |     |    |             |
| 1998        | D1                | Buffalo FFillies          |     |    |             |
| 1998        | D1                | New Jersey Lady Stallions |     |    |             |
| 2001 - 2003 | D1                | New York Power            | 055 | 0  |             |
| 2009 - 2010 | D1                | Sky Blue FC               | 030 | 0  |             |
| 2011        | D1                | magicJack                 | 011 | 02 |             |
| 2013 - act. | D1                | Sky Blue FC               | 071 | 02 | 29/11/2016  |
|             |                   |                           |     |    |             |
| 1997 - 2015 | Selecció absoluta | Selecció absoluta         | 311 | 04 | 29/11/2016  |

| Títols — Seleccions nacionals               |
| 3 Jocs Olímpics                             |
| 2 Mundials                                  |
| Títols — Clubs                              |
| 1 Lliga Professional                        |
| Reconeixements — Premis                     |
| Esportista del any de la Lliga Professional |
| Reconeixements — Seleccions de jugadores    |
| Onze ideal de la Lliga Professional         |